# Petar Sironić
Petar Sironić (Trviž kraj Pazina, 27. lipnja 1873. – Trviž, 6. travnja 1948.), hrvatski preporoditelj, narodnjak.

## Životopis
Rodio se u Trvižu kod Pazina. Zahvaljujući rođaku župniku Anti, završio je u Kastvu hrvatsku osnovnu školu i upisao hrvatsku gimnaziju u Rijeci. Poslije rođakove smrti vratio se na obiteljsko imanje. Primao je literaturu Matice hrvatske i Hrvatskoga književnoga društva sv. Jeronima. Bio je član hrvatskih društava - hrvatskoga Gospodarskog društva, Istarskoga književnoga društva sv. Mohora. Surađivao je s hrvatskima preporoditeljima Istre, narodnjačkim prvacima Matkom Laginjom, Dinkom Trinajstićem i načelnikom pazinske općine Šimom Kurelićem. Nazočio je brojnim sastancima i skupštinama i sudionike poticao na ljubav prema materinskome hrvatskom jeziku i svojem hrvatskom narodu. Kad su bili izbori, išao je po selima i pozivao birače glasovati. Politikom se bavio tri desetljeća. Uhitili su ga čak 48 puta. Talijanski fašisti pokušali su ga nasilno talijanizirati i prisiliti ga promijeniti prezime u potalijančeni oblik Sironi, što je odbio. Zbog toga je 1934. godine kažnjen kaznom od 5 godina konfinacije. Nešto više od godine dana izdržao je dio kazne u mjestu San Severinu Lucanu u tal. provinciji Potenzi. Oženio je Ivanku Mogorović, s kojom je imao 14-ero djece. Ističe se sin Vladimir Sironić, koji se aktivirao u hrvatskom nakladništvu, surađivao s Božom Milanovićem i u izdavačkoj djelatnosti u Trstu i uređivao list Pučki prijatelj.